# Allghoi Khorhoi

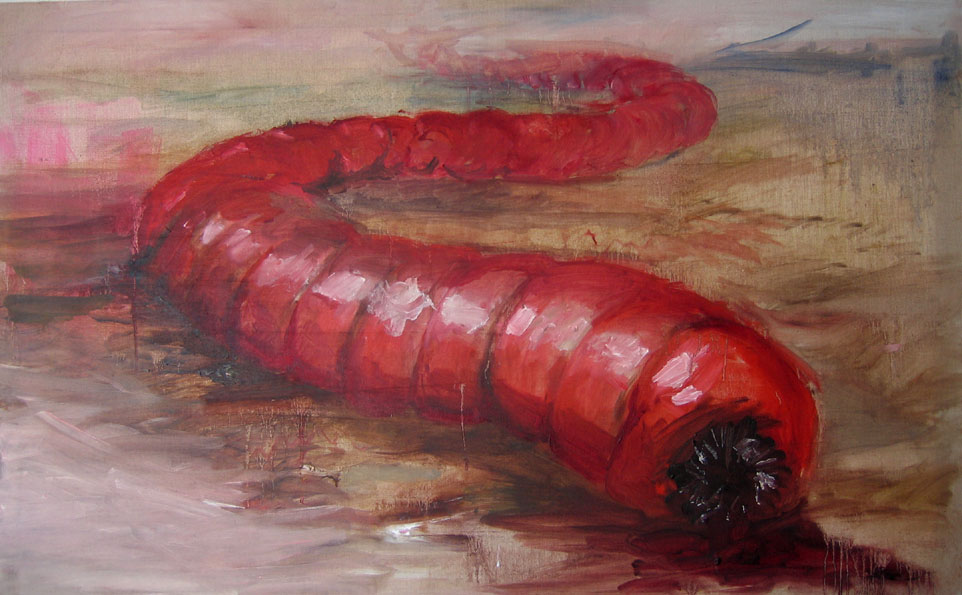
Una raffigurazione dellAllghoi Khorhoi secondo il pittore belga Pieter Dirkx.

L'Allghoi Khorhoi è una creatura leggendaria che vivrebbe nel deserto del Gobi: è considerato un animale di interesse criptozoologico, i cui avvistamenti e resoconti sono oggetto di disputa.
Viene descritto come un verme rosso brillante con corpo largo, di lunghezza compresa tra 0,6 e 1,5 metri.
In generale, gli scienziati tendono a escludere la possibilità che un tale criptide esista, sia perché la sua riproduzione sarebbe difficile, sia perché il clima inclemente e la scarsità di cibo renderebbero improbabile la sua sopravvivenza.
In Mongolia l'Allghoi Khorhoi è al centro di numerose leggende, come la sua capacità di sputare acido solforico, che ingiallisce e corrode tutto ciò che tocca, uccidendo anche gli esseri umani, e si ritiene che possa uccidere anche a distanza attraverso scariche elettriche.
Sebbene gli abitanti del luogo ne parlino da molto tempo, l'Occidente ne è venuto a conoscenza per la prima volta solo nel 1926 attraverso il libro del professor Roy Chapman Andrews On the Trail of Ancient Man. Il paleontologo americano non era convinto dei racconti sul mostro che aveva sentito a una riunione di ufficiali mongoli: «Nessuno dei presenti aveva mai visto la creatura, ma tutti credevano fermamente nella sua esistenza e la descrivevano minuziosamente».

## Etimologia
Il nome, in lingua mongola, è олгой-хорхой (Olgoi-Khorkhoi), dove Olgoi significa "intestino crasso" e Khorkhoi significa "verme". Esistono diverse varianti del nome: Allghoi Khorkhoi, Allerghoi Horhai e Olgoj Chorchoj. Il nome fa riferimento all'aspetto dell'Allghoi Khorhoi che si dice assomigli all'intestino di una mucca.

## Aspetto e caratteristiche attribuite alla creatura
L'Allghoi Khorhoi somiglierebbe all'intestino di una mucca: si dice che sia di colore rosso e presenti, talora, punti o macchie più scure. A volte lo si descrive con sporgenze a punta su ambo le estremità. Queste creature sarebbero lunghe dai 60 ai 150 centimetri e avrebbero un corpo spesso.
L'esploratore ceco Ivan Mackerle lo ha così descritto basandosi su altri resoconti: «Verme a forma di salsiccia lungo oltre mezzo metro e spesso quanto un braccio umano, somigliante all'intestino di una mucca. La coda è corta come fosse stata tagliata, non acuminata. È difficile distinguere la testa dalla coda in quanto non ha occhi, narici o bocca visibili. È di colore rosso scuro, come quello del sangue o di un salame...».
L'Allghoi Khorhoi abiterebbe nella parte meridionale del deserto del Gobi. I mongoli sostengono che il mostro possa uccidere a distanza, o spruzzando una sostanza acida o usando una scarica elettrica e che viva sotto terra, in ibernazione per la maggior parte dell'anno, tranne quando diventa attivo nei mesi di giugno e luglio. Emergerebbe in superficie specialmente quando piove e la terra è bagnata.
I mongoli sostengono che anche il solo tocco di una qualunque parte della creatura provochi la morte istantanea. Il suo veleno corroderebbe i metalli e la tradizione vuole che prediliga il colore giallo. Si dice che preferisca le piante parassite del luogo come il Goyo.

## Ipotesi e ricerche criptozoologiche
Nel 1922, una spedizione finanziata dall'American Museum of Natural History   si recò in Mongolia, diretta dall'esploratore e zoologo Roy Chapman Andrews. Nel 1926 pubblicò  un libro intitolato "On the trail of ancient man", che conteneva il primo rapporto sull'olgoi-khorkhoi.
La spedizione era arrivata poco dopo la rivoluzione. Per ottenere il permesso di viaggiare nel Paese e svolgere ricerche scientifiche, Andrews incontrò ministri e funzionari. Il primo ministro gli chiese, se se ne fosse presentata l'occasione, di catturare per il governo un esemplare dell'animale. Sebbene nessuno degli interlocutori avesse incontrato di persona la creatura, erano tutti fermamente convinti della sua esistenza e ne diedero subito una descrizione allo scienziato:
(On the trail of ancient man, p. 103)
Negli anni seguenti ci furono altre spedizioni in Mongolia e nel 1932 fu pubblicata l'opera generale "The new conquest of central Asia", nel cui primo volume Andrews ripeté la descrizione dell'animale e le circostanze della conversazione con il primo ministro della Mongolia, fornendo ulteriori dettagli riguardanti l'habitat di queste creature.
Andrews considerava l'animale (il nome da lui riferito era Allergorhai horhai) frutto della fantasia popolare, poiché non riuscì a trovare un solo testimone che lo avesse visto personalmente. Tuttavia, osservò che la forte convinzione della maggioranza della popolazione mongola e l'uniformità delle sue descrizioni suggerivano che la fantasia potesse avere qualche base fattuale ed espresse la speranza che future spedizioni potessero occuparsi della questione.
Durante la seconda guerra mondiale il paleontologo sovietico e scrittore di fantascienza Ivan Antonovič Efremov aveva in programma di visitare la Mongolia. Ispirato dai resoconti di Andrews, scrisse un racconto sul verme mortifero (1943), in Italia pubblicato con il titolo Il verme mostruoso, parte della raccolta Incontro su Tuscarora sul n. 33 della rivista «La Galassia» (1963).
Nel periodo 1946-1949, l'Accademia delle Scienze dell'URSS condusse una serie di spedizioni nel deserto del Gobi, guidate dallo stesso Efremov. Scopo principale era cercare i depositi di resti fossili di animali preistorici descritti da Andrews. Efremov ebbe modo di conoscere personalmente le leggende del luogo e chiarì il nome dell'animale come "Olgoj-Chorchoj". Nel libro documentario Doroga vetrov (lett. La strada dei venti) descrisse una conversazione con un'anziana guida mongola: 
(Doroga vetrov)
A sua volta Efremov ispirò l'interesse della narrativa fantascientifica dell'area sovietica e, in particolare, i fratelli Strugackij che citarono spesso il misterioso essere nelle loro opere: nel romanzo Il paese delle nubi purpuree (1959) ne parlano come l'unico animale terrestre "armato di elettricità", e nel romanzo satirico-fantascientifico La favola della Trojka (1967) come di un fenomeno inspiegato sottoposto all'esame di un'apposita commissione di cinque membri con sede nella città di Carachoto.
Un'ipotesi sull'origine dell'Allghoi Khorhoi è che sia una sorta di anguilla elettrica terrestre, una forma di vita adattata risalente a migliaia di anni fa, quando il deserto del Gobi era un mare interno. Le anguille elettriche effettivamente risalgono in superficie ogni dieci minuti circa per respirare: è quindi possibile che un animale di questa specie si sia adattato a vivere sulla terra una volta che l'acqua si è prosciugata. Ad ogni modo, però, nessuna specie conosciuta di anguilla elettrica emette del veleno. Un'altra ipotesi sostiene che l'Allghoi khorhoi possa essere un serpente che sputa veleno e che la tradizione ha portato all'esagerazione.
Lo zoologo britannico Karl Shuker ha avanzato l'ipotesi che l'Allghoi Khorhoi possa essere una specie di lucertola senza zampe della famiglia delle anfisbene.
Karl Shuker ha riportato la creatura all'attenzione generale nel suo libro del 1996 The Unexplained, seguito l'anno dopo dal saggio Fortean Studies, ristampato in The Beasts That Hide From Man, in cui ha ipotizzato che l'Allghoi Khorhoi sia un'anfisbena. Loren Coleman ha inserito questa creatura in Cryptozoology A to Z.
Nel 2005 una spedizione congiunta del Centre for Fortean Zoology e di E-Mongol indagò su nuovi resoconti e avvistamenti della creatura. Non trovarono prove della sua esistenza, ma non scartarono la possibilità che l'animale possa vivere nel profondo deserto del Gobi, lungo la zona proibita al confine fra Cina e Mongolia.
Nello stesso anno il giornalista-zoologo Richard Freeman organizzò una spedizione per dare la caccia all'Allghoi Khorhoi, tornando a mani vuote. La conclusione di Freeman fu che i racconti non corrispondevano a verità e che gli avvistamenti erano probabilmente relativi a rettili non velenosi che sono soliti scavare delle tane.